# Matilda Andersson (journalist)
Matilda Andersson, född i Uppsala, är en svensk journalist.
Andersson är utbildad journalist vid Institutionen för mediestudier vid Stockholms universitet. Hon arbetade tidigare som reporter och nyhetschef på Nyheter24. Hon har även arbetat som sociala medier-redaktör på Aftonbladet samt varit fast kolumnist på tidningen. Sedan hösten 2017 arbetar hon som projektredaktör på Bonnier Magazines & Brands.